# Липки (Київ)
Ли́пки — історична місцевість у Печерському районі міста Києва. Липки розташовані між вулицями
Михайла Грушевського, Банковою, Лютеранською, Академіка Богомольця, Виноградним і Кріпосним провулками. Відповідають нагірній місцині історичного Клову; відокремлені від Печерського плато балкою Кловського струмка.
Відомий насамперед штаб-квартирами державних установ та своїми шедеврами архітектури XVIII-XX століть у стилях бароко, неокласицизму, модерну, ар-деко, сталінського ампіру тощо.

## Опис
Із середини XIX до початку XX століття Липки були переважно місцем поселення київських аристократів, багатіїв, чиновників і військових, вважалися районом фешенебельних особняків. За царської доби місцевість належала до Двірцевої поліцейської дільниці (адміністративна споруда дільниці стояла на місці готелю «Київ», не збереглася). У радянські часи тут були розташовані житлові будинки номенклатурних працівників, а на прилеглих вулицях — основні установи державної влади.
За станом на початок ХХІ сторіччя Липки вважаються особливо престижним для проживання місцем у Києві. Їхня назва застосована для брендів елітного житла в інших місцевостях («Новопечерські Липки», «Оболонські Липки»).
Сучасні Липки охоплюють територію, до якої належать вулиці: Архітектора Городецького, Михайла Грушевського, Інститутська, Кріпосний провулок, Пилипа Орлика, Липська, Шовковична, Круглоуніверситетська, Крутий узвіз, Лютеранська, Заньковецької, площа Івана Франка, Станіславського, Ольгинська, Банкова, Садова, Академіка Богомольця.

## Назва
Назва походить від липової алеї, насадженої в середині XVIII століття довкола Кловського палацу і вздовж теперішньої Липської вулиці.
У 1830-ті роки в ході інтенсивної забудови Липок алею вирубили за наказом генерал-губернатора Василя Левашова. Нова розбудова виявилася своєчасною з огляду на невпинне розростання міста та потребу в переселенні мешканців Подолу, який страждав від пожеж і повеней. Пам'ять про липові насадження збереглася у назві місцевості, а також Липської вулиці і Липського провулку. Так само про колишні насадження нагадують назви вулиці Шовковичної та Виноградного провулку.

## Історія
У XVIII ст. у цій місцевості росли липові й шовковичні гаї, а ченці Києво-Печерської лаври розводили виноградники. У 1806, 1809, 1811 роках архітектор А.І. Меленський проєктував забудову Двірцевої частини (Липок), намагаючись поєднати її з Хрещатицькою долиною. У 1828 році зрубали липовий гай, який існував у межах сучасної вулиці Липської, у 1835 році - виноградний і шовковичний сади.
У 1861 році затверджено генеральний план Києва з поділом вулиць на розряди, що об'єднав частини міста на адміністративних засадах. На Липках дозволялося зводити лише кам'яні одно- та двоповерхові будинки. Таким чином, вид забудови визначився як садибно-особняковий. Липки почали формуватись як місцеперебування вищої місцевої адміністрації. Виникли Царський (Маріїнський) палац, будинки генерал-губернатора, цивільного губернатора, будинок командувача військ Київського військового округу.
До другої половини XIX ст. Липки зберігали характер виключно шляхетно-адміністративної частини міста. Цьому відповідала і архітектура будинків з білими колонами у стилі класицизму. Наприкінці XIX ст. змінюється соціальний склад домовласників - серед будинків аристократії з'являються особняки представників торговельного чи промислового капіталу. На зміну класицизму в архітектурі забудови приходить еклектизм. У 1909 році на Липках дозволили зводити багатоповерхові прибуткові будинки. 
З перенесенням столиці УСРР із Харкова до Києва в 1934 році на Липках зосереджується вся державна, компартійна та адміністративна влада республіки. Зводяться житлові будинки для номенклатурних працівників, зокрема, десятиповерховий будинок НКВС (тепер - будинок Уряду), будівля Верховної Ради республіки. Із набуттям Україною незалежності тут розмістилася резиденція Президента України, працюють Верховна Рада та уряд України, містяться Національний банк України, Верховний суд України та інші державні установи.

## Особистості
Популярності Липкам додавали відомі мешканці (зокрема родина поміщиків Ганських, у будинку яких бував Оноре де Бальзак, знайома Ференца Ліста княгиня Сайн-Вітгенштейн та інші). На розі вулиць Шовковичної та Інститутської стояв будинок коменданта Київського арсеналу А. Іванова, садибу якого місто придбало для учасника Французько-російської війни 1812 року генерала Миколи Раєвського. Пізніше цей особняк перетворили на палац генерал-губернаторів. 1918 року його займав Гетьман Української Держави Павло Скоропадський.

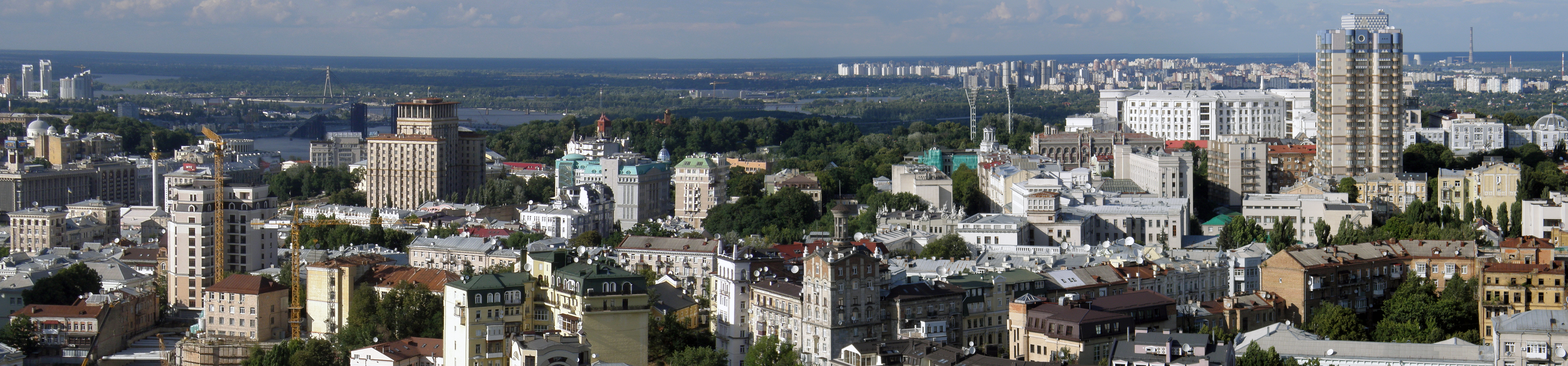
Панорама Липок

## Пам'ятки архітектури
- Будівля Національного банку України (1902—1905) — архітектори Олександр Кобелєв і Олександр Вербицький
- Будинок з химерами. Колишній особняк архітектора В. В. Городецького (стиль модерн).
- Офіс Президента України. Колишній штаб Київського військового округу (побудований в 1936—1939 роках архітектором С.Григор'євим). Після Другої світової війни в будівлі розмістився ЦК КПУ.
- Будинок Уряду України
- Національний художній музей України
- Національний академічний драматичний театр ім. Івана Франка
- Лютеранська кірха святої Катерини — будівля, що ви́значило назву вулиці. У 1930-і роки в церкві розміщувався клуб войовничих атеїстів. У 1970-х роках — дирекція музею народної архітектури та побуту України. Згодом будівлю повернуто церкві.
- Маєток Лібермана. Збудований у стилі історизму.
- Садиба Гальперіна в стилі неоренесансу.